# Mazarinetten

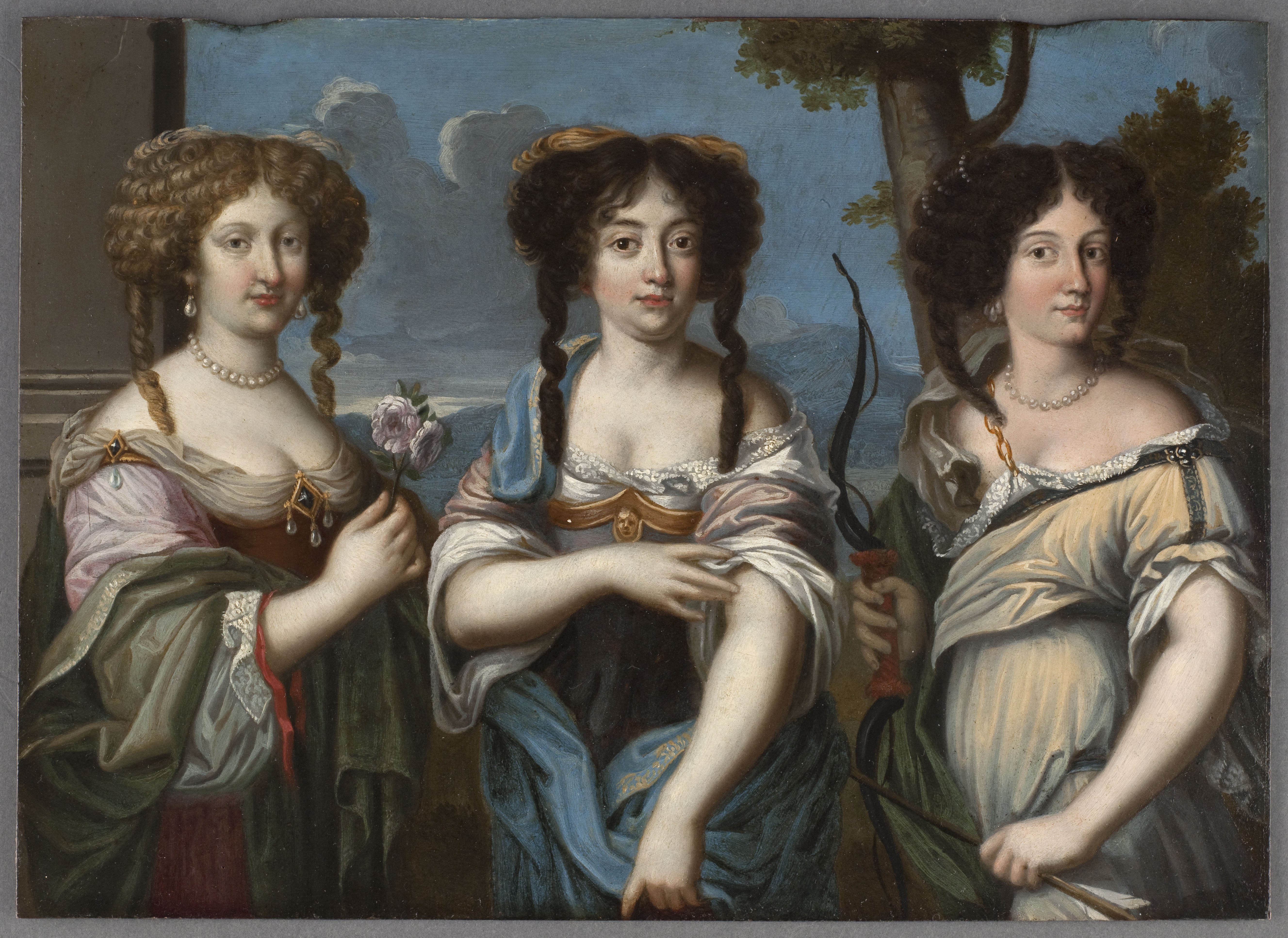
Kardinal Mazarins Nichten Olympia, Hortensia und Maria Mancini (von links nach rechts), um 1660

Die Mazarinetten (französisch: Mazarinettes) waren die sieben Nichten des französischen Kardinals und Ministers Jules Mazarin, welche dieser 1647 und 1653 gemeinsam mit drei seiner Neffen aus Italien nach Frankreich kommen ließ, um sie anschließend vorteilhaft mit Mitgliedern mächtiger und einflussreicher europäischer Adelshäuser zu verheiraten. Standesdünkel des Hochadels wurden dabei vom Kardinal durch enorme Mitgiften beiseite geräumt.

## Familie
Die Mädchen waren die Töchter zweier Schwestern Mazarins, Laura Margeritha und Geronima, auch Girolama genannt.
Töchter Lauras, verehelichte Martinozzi, waren:
- Laura Martinozzi (* 1635/38/39; † 1687), durch Heirat mit Alfonso IV. d’Este ab 1658 Herzogin von Modena und Reggio
- Anna Maria Martinozzi (* 1637; † 1672), durch Heirat mit Armand de Bourbon ab 1654 Fürstin von Conti

Töchter Geronimas, verehelichte Mancini, waren:
- Laura Mancini (* 1636; † 1657), durch Heirat mit Louis I. de Bourbon ab 1651 Herzogin von Mercœur
- Maria Mancini (* 1639; † 1715), durch Heirat mit Lorenzo Onofrio I. Colonna ab 1661 Herzogin von Colonna
- Olympia Mancini (* 1639; † 1708), durch Heirat mit Eugen Moritz von Savoyen-Carignan ab 1657 Gräfin von Soissons
- Hortensia Mancini (* 1646; † 1699), durch Heirat mit Armand-Charles de La Porte ab 1661 Herzogin von Mazarin
- Maria Anna Mancini (* 1649; † 1714), durch Heirat mit Godefroy Maurice de La Tour d’Auvergne ab 1662 Herzogin von Bouillon

Porträts
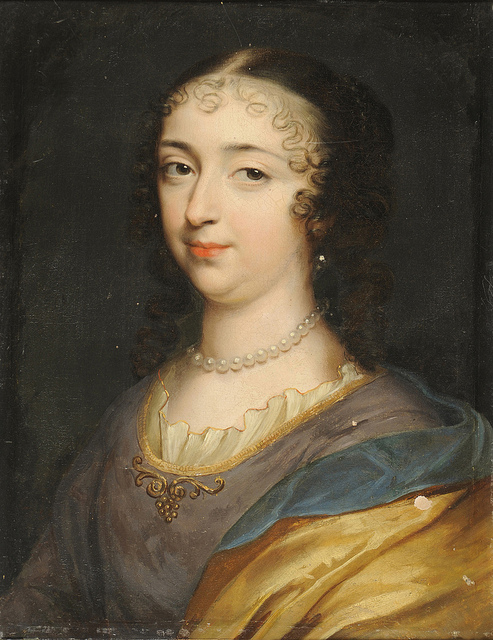
Laura Martinozzi (vermutet)
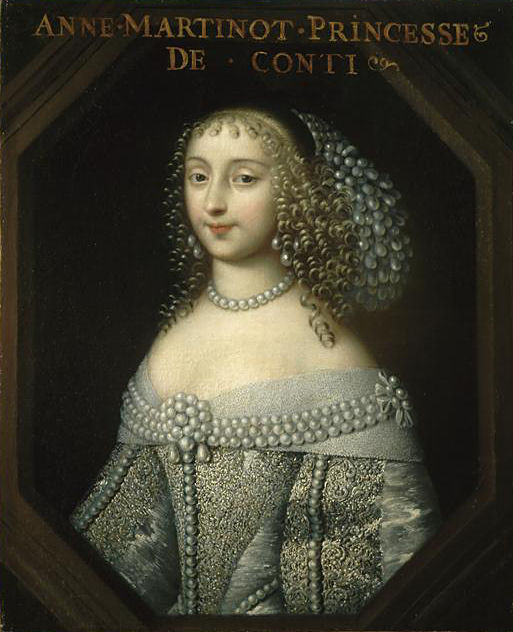
Anna Maria Martinozzi
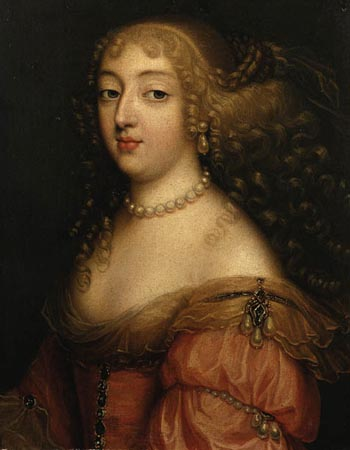
Laura Mancini
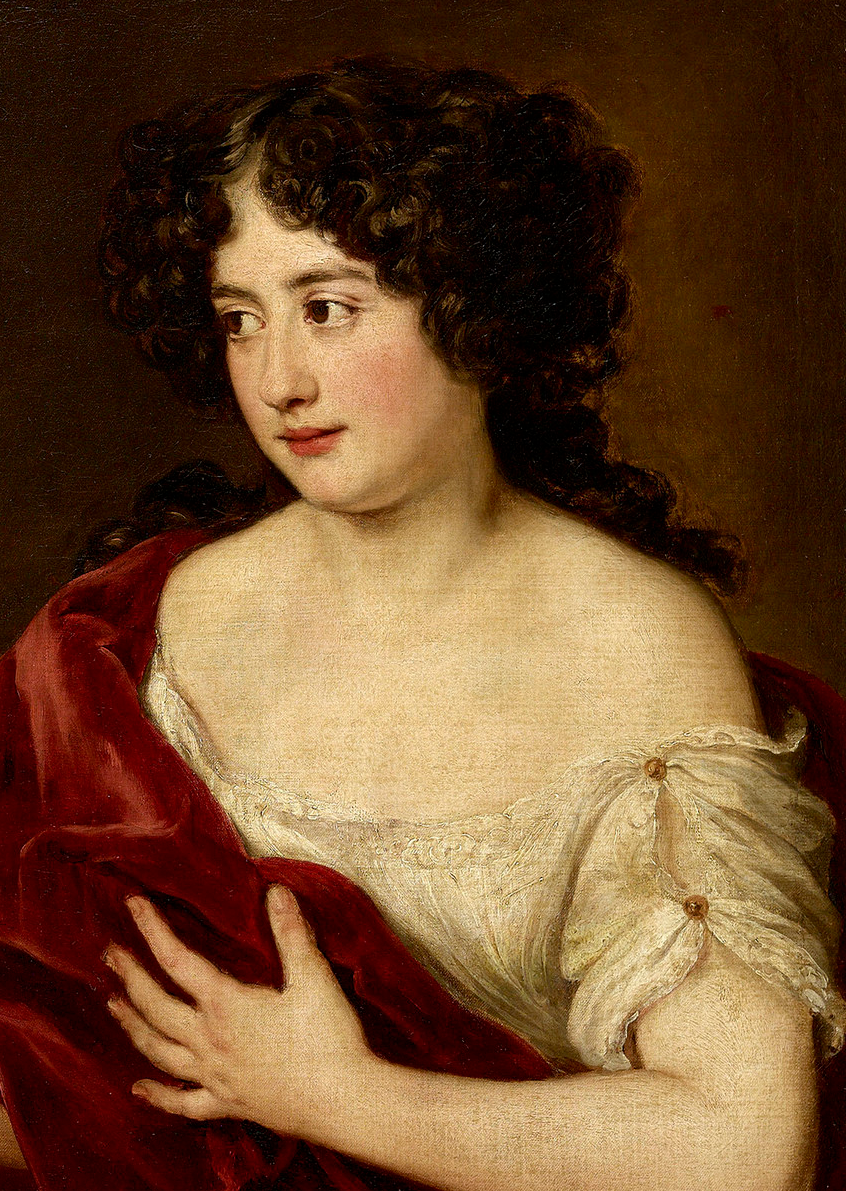
Maria Mancini
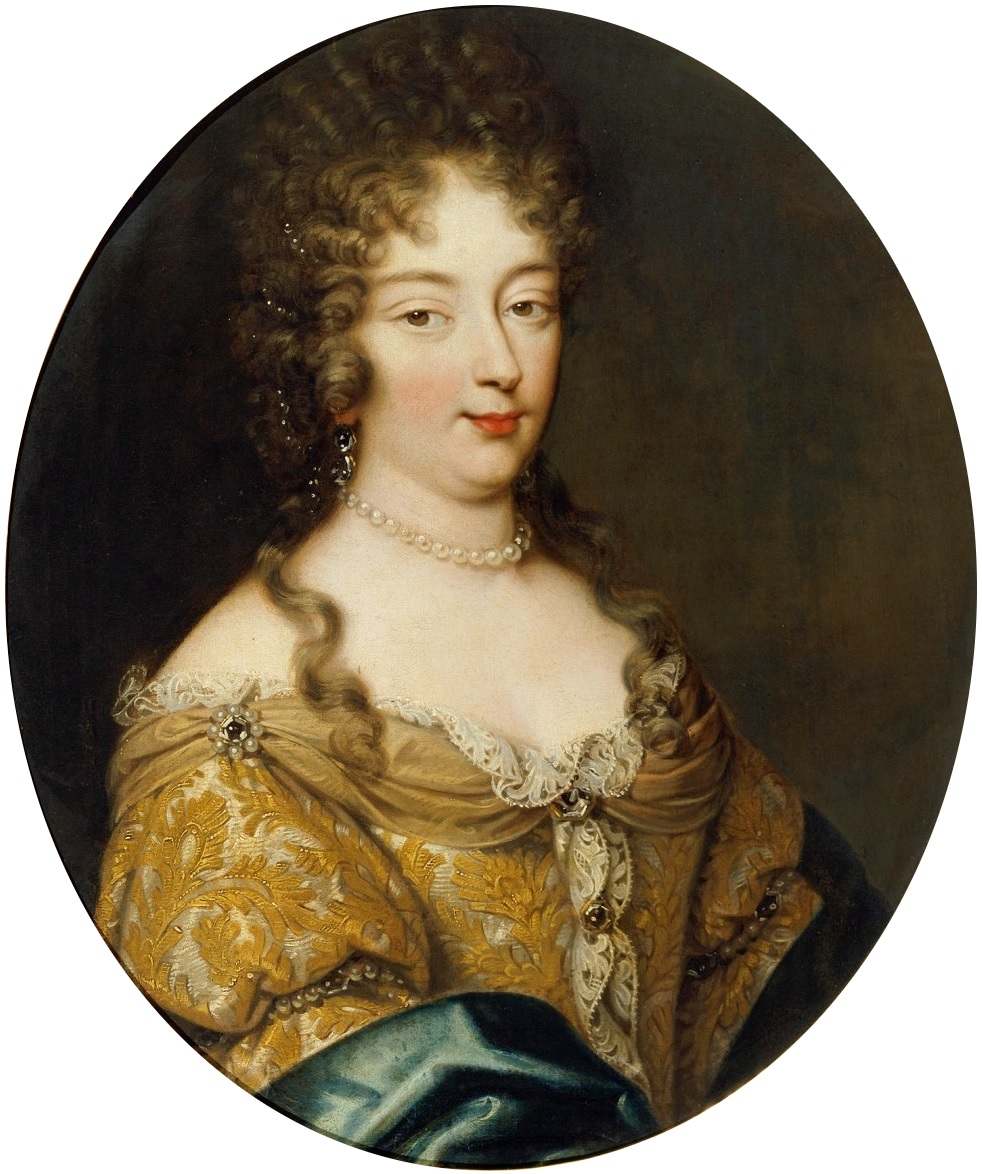
Olympia Mancini
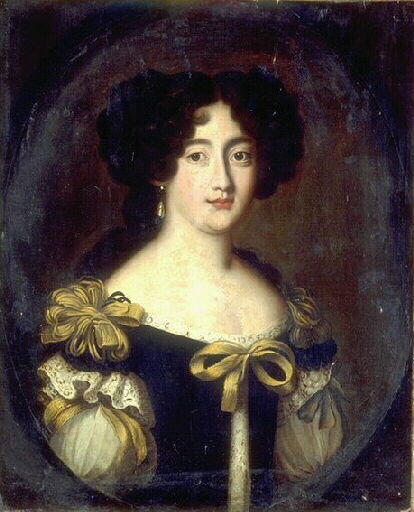
Hortensia Mancini
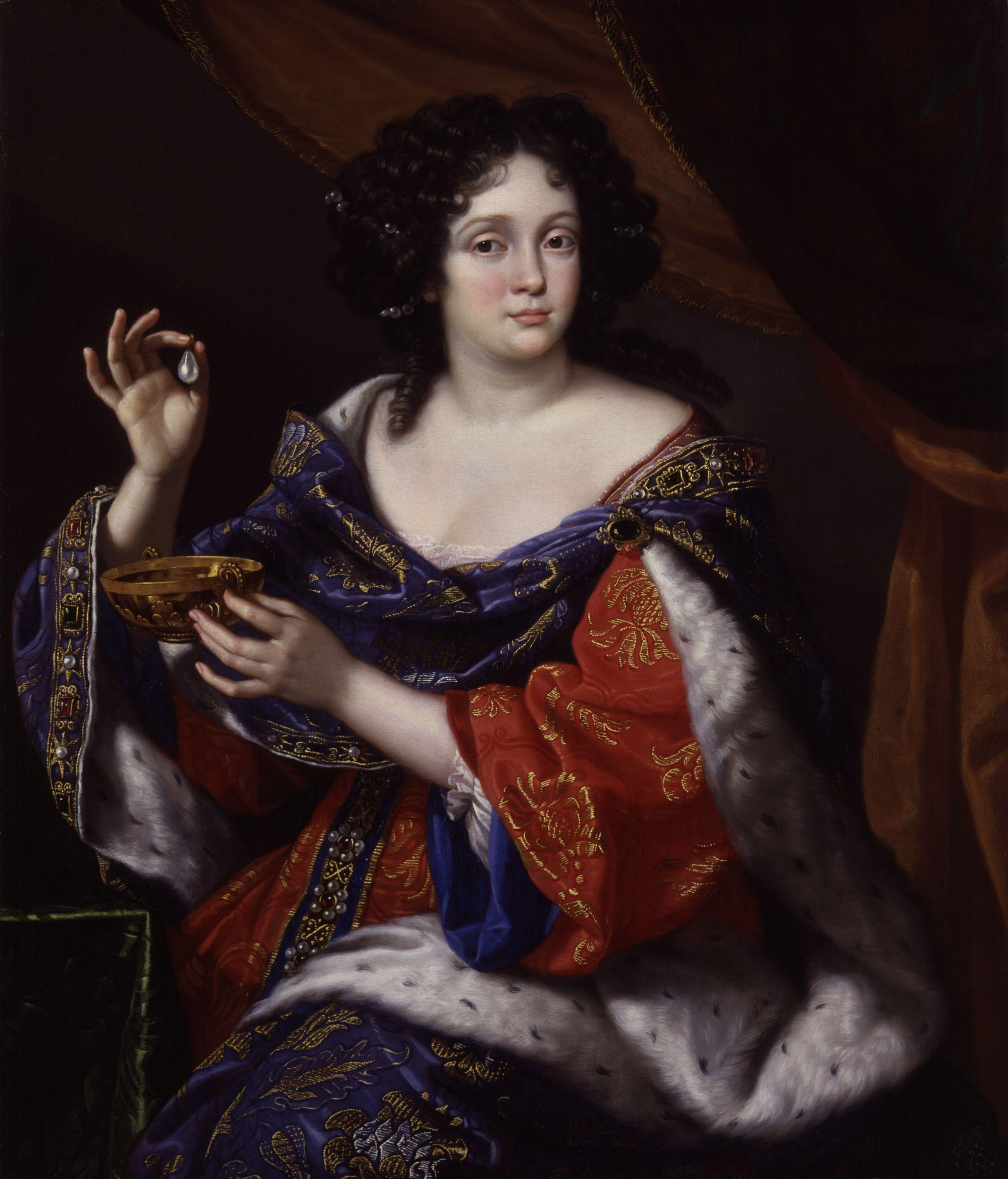
Maria Anna Mancini

## Biographien
Als sie in Frankreich eintrafen, waren sie zwischen sieben und 13 Jahren alt und wurden trotz ihrer vergleichsweise niederen Herkunft durch die Regentin Anna von Österreich am französischen Königshof aufgenommen. Die Mutter Ludwigs XIV. sorgte außerdem dafür, dass einige der Mazarinetten gemeinsam mit dem noch unmündigen König und dessen Bruder Philippe im Palais Royal erzogen wurden. Durch diese Gunstbezeugung wurden sie auf eine Stufe mit den Prinzen von Geblüt gestellt.
Als die ersten Mädchen bei Hofe vorgestellt wurden, sagte der  französische Marschall Villeroy zu Gaston de Bourbon, dem Herzog von Orléans: „Voilà des petites demoiselles qui présentement ne sont point riches, mais qui bientôt auront de beaux châteaux, de bonnes rentes, de belles pierreries, de bonne vaisselle d’argent, et peut-être de grandes dignités […]“ (deutsch: „Kleine Fräuleins, die derzeit überhaupt nicht reich sind, aber bald schöne Schlösser, üppige Einkünfte, schöne Geschmeide, Silbergeschirr und vielleicht auch hohe Titel besitzen werden […]“). Die Mazarinetten fielen in Paris nicht nur durch ihr italienisch-südländisches Äußeres auf, sondern zogen gerade wegen der Vorzugsbehandlung durch die königliche Familie und als Nichten des beim französischen Adel verhassten „Italieners“ Mazarin viel Ablehnung und Neid auf sich. Eine der sogenannten Mazarinaden, Spottschriften und Pamphlete, die sich gegen Mazarin richteten und zwischen 1648 und 1653 sehr zahlreich in Frankreich veröffentlicht wurden, beschreibt die Kardinalsnichten wie folgt:
| Französisches Original                                                                                                   | Deutsche Übersetzung |
| --- | --- |
| Elles ont les yeux d’un hibou, L’écorce blanche comme un chou, Les sourcils d’une âme damnée, Et le teint d’un cheminée. | Sie haben die Augen einer Eule, Die Rinde so weiß wie ein Kohlkopf, Die Augenbrauen einer verdammten Seele, Und den Teint eines Schornsteins. |

Andere Mazarinaden beschimpften sie als „Schmutzprinzessinnen“ und „stinkende Nattern“. Die Mädchen teilten während der Fronde das Schicksal ihres Onkels: Sie mussten zweimal Paris verlassen und ins Exil gehen, doch schließlich sicherte Jules Mazarin seinen Nichten nach dem Ende des Aufstandes durch entsprechende Verheiratungen und Hochzeitsgeschenke ein Leben in Wohlstand und Sorglosigkeit.
Die berühmteste der Mazarinetten ist Maria Mancini, die als erste große Liebe Ludwigs XIV. gilt, und deshalb kurz vor seiner Heirat mit der spanischen Infantin Maria Teresa den französischen Hof für immer verlassen musste. Ihre Schwester Olympia dagegen blieb als Comtesse de Soissons in Paris und soll zumindest vorübergehend eine der kleineren Maitressen des Königs gewesen sein.